# Sankt Magdalena am Lemberg (Gemeinde Buch-St. Magdalena)
Sankt Magdalena am Lemberg war bis 31. Dezember 2012 eine eigenständige politische Gemeinde im Gerichtsbezirk Fürstenfeld bzw. im Bezirk Hartberg in der Steiermark (Österreich). Sankt Magdalena am Lemberg fusionierte per 1. Jänner 2013 mit der Gemeinde Buch-Geiseldorf. Der Name der neuen Gemeinde ist Buch-St. Magdalena.

## Geographie

### Geographische Lage

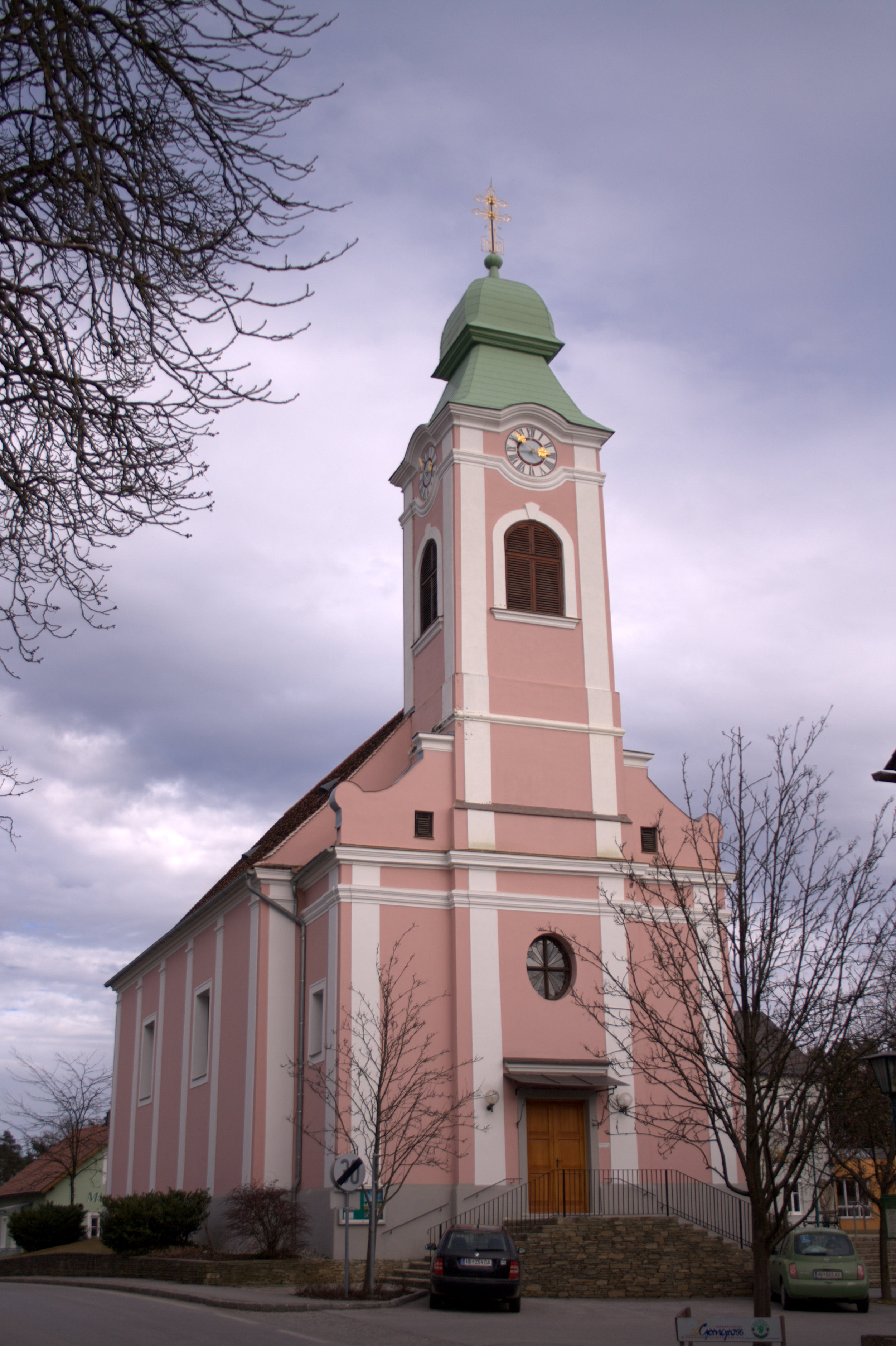
Kirche St. Magdalena

Sankt Magdalena am Lemberg liegt im Thermenland des oststeirischen Hügellandes etwa acht Kilometer südöstlich der Bezirkshauptstadt Hartberg und etwa 45 km östlich der Landeshauptstadt Graz. Die ehemalige Gemeinde liegt zwischen der Hartberger Safen und der Lafnitz, wobei nur die Hartberger Safen das Gemeindegebiet tangiert. Sie wird aber durch deren Zuflüsse entwässert, östlich erstreckt sich zum Lafnitztal hin ein ausgedehntes Waldgebiet.

### Ehemalige Gemeindegliederung
Die Gemeinde bestand aus fünf Ortschaften bzw. vier Katastralgemeinden (Fläche Stand 31. Dezember 2023):
- Hopfau (382; 375,4 ha) mit Mitterberg, Noiberg, Steinbüchl, und Tonleiten
- Längenbach (37; 146,44 ha)
- Lemberg (230, 302,55 ha, Hauptort der ehem. Gem.)
- Mitterndorf (73, gehört zur KG Lemberg)
- Weinberg (442, 345,09 ha) mit Buchberg und Hartl

### Ehemalige Nachbargemeinden
| Hartberg (ab 1968) ∗ Hopfau (bis 1968) ∗                        | Sankt Johann in der Haide (ab 1968) ∗       | Rohr bei Hartberg    |
| Buch (bis 1953) Buch-Geiseldorf (ab 1953) Geiseldorf (bis 1953) | Kompassrose, die auf Nachbargemeinden zeigt | Wörth an der Lafnitz |
|                                                                 | Sebersdorf                                  | Limbach bei Neudau   |

∗ Bei der Gemeindereform in der Steiermark 1968 kam Hopfau zu St. Magdalena. Die an Hopfau nordwestlich grenzenden Gemeinden Schölbing und Safenau kamen gleichzeitig zu St. Johann respektive Hartberg, sodass St. Magdalena nie an diese grenzte.

## Geschichte
St. Magdalena und Lemberg sind um die bedeutende Kirche herum entstanden. Schon in der ersten Hälfte des 18. Jahrhunderts gab es eine Schule. 1788 Lokalie, wurde 1892 die Pfarre Sankt Magdalena eingerichtet.
Mit der Schaffung der Ortsgemeinden nach 1848/49 wurde eine Gemeinde eingerichtet, die anfangs den Namen Lemberg,
dann aber bald Sankt Magdalena am Lemberg bekam. Hauptort war aber immer das schon seinerzeit größere Lemberg.
Am 1. Jänner 1959 wurde die selbständige Gemeinde Weinberg mit Sankt Magdalena am Lemberg vereinigt, bei der Gemeindereform in der Steiermark 1968 kam per 1. Jänner 1969 die Gemeinde Hopfau zu Sankt Magdalena am Lemberg.
Am 1. Jänner 2013 wurde Sankt Magdalena am Lemberg anlässlich der Gemeindestrukturreform 2010–2015 mit Buch-Geiseldorf zur (steiermarkweit ersten) neu geschaffenen Gemeinde Buch-St. Magdalena vereinigt.

### Bevölkerungsentwicklung der ehemaligen Gemeinde
| - 1869: 1305 - 1880: 1312 - 1890: 1274 - 1900: 1299 | - 1910: 1293 - 1923: 1246 - 1934: 1185 - 1939: 1098 | - 1951: 1090 - 1961: 1025 - 1971: 1105 - 1981: 1081 | - 1991: 1099 - 2001: 1141 |

### Gemeinderat
Die letzten Gemeinderatswahlen brachten folgende Ergebnisse:
| Partei          | 2005             | 2005             | 2005             | 2000 | 2000 | 2000 | 1995 | 1995 | 1995 | 1990 | 1990 | 1990 |
| Partei          | Stimmen          | %                | Mandate          | St.  | %    | M.   | St.  | %    | M.   | St.  | %    | M.   |
| --------------- | ---------------- | ---------------- | ---------------- | ---- | ---- | ---- | ---- | ---- | ---- | ---- | ---- | ---- |
| ÖVP             | 610              | 74               | 11               | 546  | 69   | 11   | 501  | 64   | 10   | 527  | 68   | 11   |
| SPÖ             | 216              | 26               | 4                | 189  | 24   | 3    | 213  | 27   | 4    | 203  | 26   | 4    |
| FPÖ             | nicht kandidiert | nicht kandidiert | nicht kandidiert | 60   | 8    | 1    | 65   | 8    | 1    | 43   | 6    | -    |
| Wahlbeteiligung | 88 %             | 88 %             | 88 %             | 92 % | 92 % | 92 % | 93 % | 93 % | 93 % | 95 % | 95 % | 95 % |

### Bürgermeister
Der Bürgermeister der Gemeinde Buch-St. Magdalena ist Roland Nöhrer (ÕVP). Vizebürgermeister ist Anton Heschl (ÖVP).

### Wappen
Wappenbeschreibung: „Ein silbernes Salbgefäß im roten Schild mit silbernem Innenbord, der mit grünen Kleeblättern belegt ist.“
Das Salbgefäß ist das Attribut der hl. Maria Magdalena, der Kirchen- und Namenspatronin. Die Kleeblätter stehen für den hl. irischen Missionar Patrizius, der hierorts ebenfalls verehrt wird.
Die Verleihung des Gemeindewappens erfolgte mit Wirkung vom 1. Mai 1988. Mit der Gemeindevereinigung wurde es hinfällig, das neue Wappen der Fusionsgemeinde wurde so gestaltet, dass Elemente aus dem alten Wappen enthalten sind.

## Verkehr

### Straßen
Sankt Magdalena am Lemberg liegt abseits der Hauptverkehrsstraßen. Die Süd Autobahn A 2, hier in der Gegend 1983–89 erbaut, verläuft zwar nahe dem Ortsteil Hopfau durch das alte Gemeindegebiet, hat in diesem Bereich aber keine Anschlussstelle. Die nächstgelegene Anschlussstelle ist Sebersdorf/Bad Waltersdorf (126) in ca. 6 km Entfernung. Die Wechsel Straße B 54 von Hartberg nach Gleisdorf ist ca. 8 km entfernt.

### Eisenbahn
Die 1891 erbaute Thermenbahn verläuft durch das Gemeindegebiet, hat hier aber keinen Haltepunkt. Da die Haltepunkte Buch und Geiseldorf aufgelassen wurden, befand sich der nächstgelegene Bahnhof in Sebersdorf in ca. 5 km Entfernung. Seinerzeit bot er zweistündliche Regionalzug-Verbindungen nach Hartberg und Fehring. In den späten 2000er Jahren wurde die Linie in den Verkehrsverbund Steiermark integriert, Buch als Haltestelle Buch-Geiselsdorf wieder in Betrieb genommen, die S3 verkehrte wieder häufiger.

### Ortspartnerschaften
- Schmalegg (Ortschaft der Stadt Ravensburg, Baden-Württemberg), seit 1977 – diese wurde von der Nachfolgegemeinde übernommen. Zu Ehren der Partnergemeinde wurde dort die Straße St.-Magdalena-Ring benannt.

## Kultur und Sehenswürdigkeiten

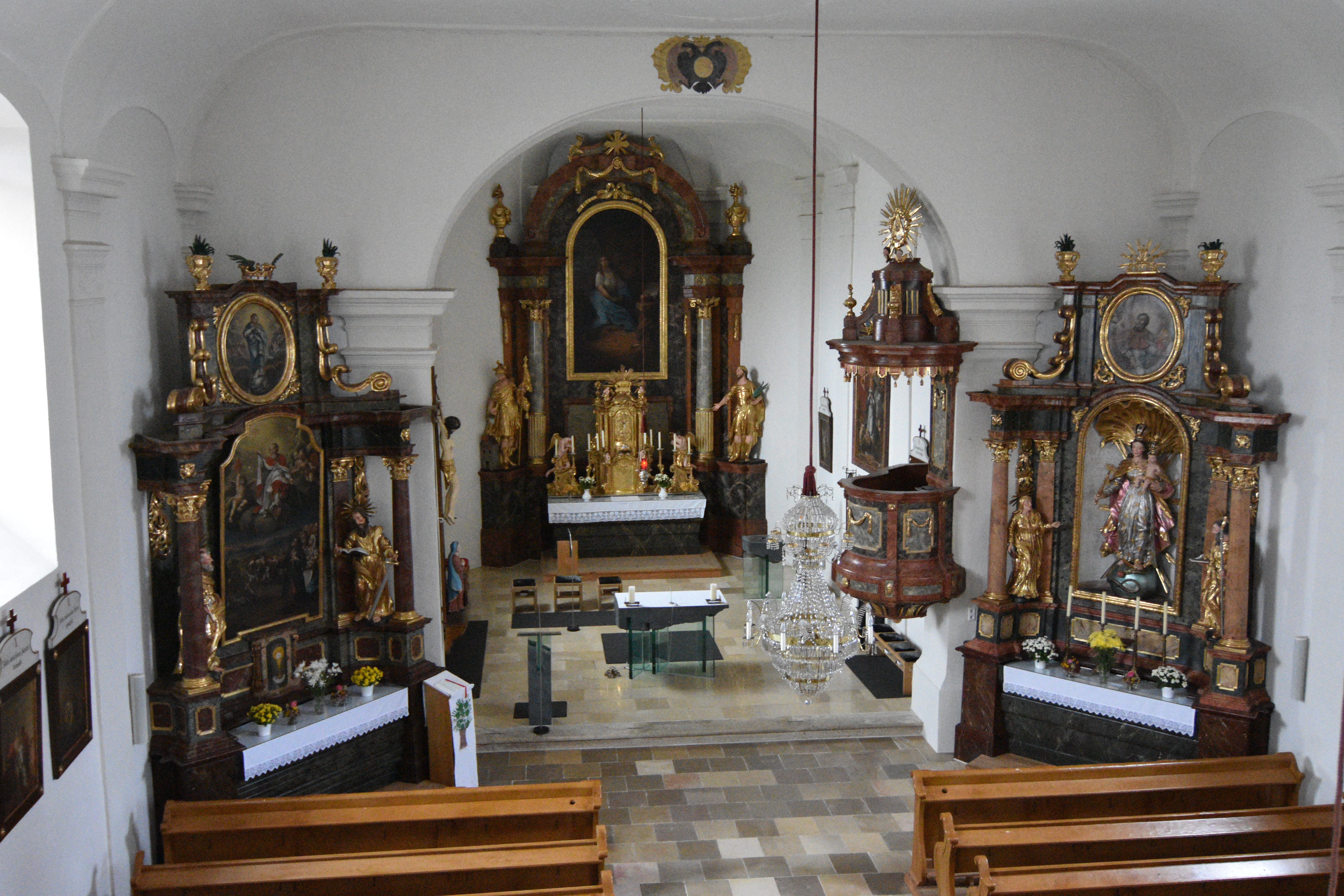
Innenansicht der Kirche

Das Heimatmuseum wurde in einem alten Bauernhof untergebracht.

## Die Rotte „Sankt Magdalena am Lemberg“
Sankt Magdalena am Lemberg (alt auch St. Magdalena bei Hartberg) ist eine kleine Rotte der Gemeinde Buch-St. Magdalena. Sie umfasst circa zwölf Häuser und liegt auf um die 455 m ü. A. am Lemberg, einem Abschnitt des Riedls, der die Talung der Hartberger Safen vom Lafnitztal trennt. Mit Lemberg südöstlich unterhalb wie auch Grubberg auf der anderen Seite des Riedls ist St. Magdalena heute weitgehend verwachsen.
Nachbarorte
| Burgstall                  | Weinberg                                    |             |
| Grubberg                   | Kompassrose, die auf Nachbargemeinden zeigt | Mitterndorf |
| Voitmann (Gem. Sebersdorf) |                                             | Lemberg     |

### Geschichte, Infrastruktur und Sehenswürdigkeiten
Eine Kirche gab es hier schon um 1570.
In der ersten Hälfte des 18. Jahrhunderts hat hier ein Eremit vermutlich unterrichtet. Die daraus entstandene Schule gibt es bis heute, die Volksschule St. Magdalena am Lemberg. Sie hat einen herausragenden Schulchor, für den die Schule 2013 die Auszeichnung Meistersinger bekam.
1785 wurde St. Magdalena als Lokalie (Lokalkaplanei, mit ständigem Kaplan) der Pfarre Hartberg und unter dem Patronat des Religionsfonds eingerichtet,
und in den Jahren 1787–1788 die heutige Magdalenenkirche erbaut,
Der Ort ist um die seinerzeit an Gütern relativ gut ausgestattete Kirche herum entstanden.
Mit der Schaffung der Ortsgemeinden nach 1848/49 wurde eine Gemeinde eingerichtet, die anfangs den Namen Lemberg, dann aber bald Sankt Magdalena am Lemberg bekam. Hauptort war aber immer das schon seinerzeit größere Lemberg.
1856 soll hier ein größerer Meteor niedergegangen sein.

1892 wurde die Pfarre eingerichtet.
Von der aufgelassenen Bahnhaltestelle Buch-Geiselberg führt ein Wanderweg über den Burgstall herauf.
Außerdem gibt es im steirischen Landes-Radwegenetz den etwa 16 km langen St.-Magdalena-Radweg R36.

## Persönlichkeiten
Söhne und Töchter der ehemaligen Gemeinde:
- Ludwig Hirsch (* 1946 in Weinberg; † 2011 in Wien) Liedermacher und Schauspieler